# Арванд
Арванд (лат. Arvandus) — галл, який зробив успішну кар'єру урядовця на імперській службі та двічі обійняв посаду 
преторіанського префекта Галлії. За деякими відомостями, він прагнув розділити імперію та захопити трон.

## Біографія
461 року імператор Лібій Север призначив Арванда префектом у Галлії. На посаді перебував до смерті Севера у 465 році. За словами його друга і літописця Сідонія Аполлінарія, його урядування виявилося успішним.
467 року імператор Антемій призначив його преторіанським префектом удруге. Проте вже 468 року до Риму вирушило посольство з впливових галлів. Арванда звинуватили у зраді та зв'язках із вестготським двором. На доказ обвинувачень посланці привезли із собою лист, який, як засвідчив секретар префекта, був продиктований йому Арвандом й адресований Ейріху. Арванд переконував вестготського короля не укладати мир з імператором Західної Римської імперії, а натомість напасти на бриттів на північ від Луари. У листі стверджувалося, що Право Народів вимагає поділу Галлії між вестготами та бургундами.
Ріотам, король бриттів, був союзником римського імператора Антемія, отже, такі заклики були рівнозначними оголошенню війни імператору. Арванда усунули з посади, привезли до Риму в кайданах і віддали під суд за державну зраду. За справою мав наглядати Сідоній, але він подав у відставку та клопотав про помилування свого друга. На суді Арванда визнали винним. Його позбавили усіх привілеїв префекта і відправили до загальної в'язниці для очікування страти
Кассіодор стверджує, що намір Арванда полягав у тому, щоб розділити імперію та захопити трон. Можливо, Арванд сподівався отримати трон за допомогою галлів і вестготів, як це було зроблено раніше Авітом. Якщо це так, то Арванд не отримав підтримки з боку галльської аристократії. Можливо, це було результатом його незнатного походження. Водночас переважна більшість галлів навчилися на прикладі Авіта, що час для таких авантюр давно минув.
Кассіодор повідомляє, що Сидоній і його друзі врятували Арванда від смертної кари. «За наказом Антемія Арванд, який намагався стати імператором, був відправлений у вигнання» («Arabundus imperium temptans iussu Anthemii exilio deportatur»).